# Stalker-vár
A Stalker-vár (angolul Castle Stalker; skót gael nyelven Caisteal an Stalcaire) lakótorony 2,5 kilométerre északkeletre Port Appintól (Argyll), egy kis falutól Skóciában. Az alsóvár egy kis sziklaszigeten áll a Loch Laichban, a Loch Linnhe tó egy öblében, a nyugati-skót-felföldön. Csónakkal, illetve apály idején gyalog is megközelíthető.

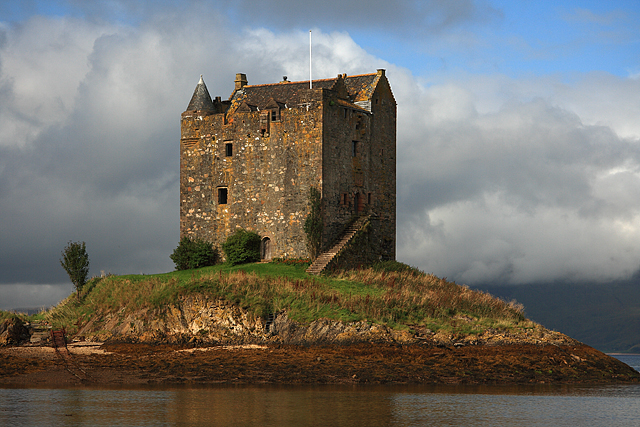
A Stalker-vár

A hely hasonlít egy történelem előtti crannógra, de a várat csak 1320-ban építette a MacDougall klán, az akkori Lorn urai (Lords of Lorn). 1440-ben a Stewartok építették ki mai formájában, mint kompakt négyemeletes lakótornyot. Többszörös tulajdonosváltás után a Campbellek voltak az utolsó lakói, akik 1840-ben hagyták el a tornyot, amely már omladozóban volt. A várat 1965-ben Stewart Allward megvásárolta és helyreállította. A vár magántulajdonban van, de előzetes egyeztetés után látogatható.
A szigetvár festői sziluettje kedvelt fénykép- és filmmotívummá vált. Többek által ismert a Stalker-vár az angol Monty Python csoport rendezésében készült Gyalog galopp (1975) című filmből, de a Hegylakó 4. – A játszma vége (Highlander: Endgame) című filmben is szerepelt.